# Resultados do Carnaval de Macapá em 2012
Resultado do Carnaval de Macapá em 2012.

## Grupo Especial
| Colocação | Escola                | Pontos | Nota      | Ref.              |
| --------- | --------------------- | ------ | --------- | ----------------- |
| 1º        | Maracatu da Favela    | 179,5  |           | [ 1 ] [ 2 ] [ 3 ] |
| 2º        | Boêmios do Laguinho   | 179,4  |           | [ 1 ] [ 3 ]       |
| 3º        | Império do Povo       | 179,1  |           | [ 1 ] [ 3 ]       |
| 4º        | Piratas Estilizados   | 176,1  |           | [ 1 ] [ 3 ]       |
| 5º        | Piratas da Batucada   | 176    |           | [ 1 ] [ 3 ]       |
| 6º        | Unidos do Buritizal   | 175,7  | Rebaixada | [ 1 ] [ 3 ]       |
| 7º        | Império da Zona Norte | 173,8  | Rebaixada | [ 1 ] [ 3 ]       |

## Grupo de acesso
| Colocação | Escola                              | Pontos | Nota      | Ref.  |
| --------- | ----------------------------------- | ------ | --------- | ----- |
| 1º        | Embaixada de Samba Cidade de Macapá | 176,1  | Promovida | [ 1 ] |
| 2º        | Solidariedade                       | 175,9  |           | [ 1 ] |
| 3º        | Emissários da Cegonha               | 168,2  |           | [ 1 ] |

## Blocos
| Colocação | Bloco        | Ref.  |
| --------- | ------------ | ----- |
| 1º        | Cabralzinho. | [ 1 ] |
| 2º        | Bafo da Onça | [ 1 ] |
| 3º        | Mancha Negra | [ 1 ] |